# Идерсдорф
Идерсдорф (нем. Üdersdorf) — община в Германии, в земле Рейнланд-Пфальц. 
Входит в состав района Вульканайфель. Подчиняется управлению Даун.  Население составляет 1098 человек (на 31 декабря 2010 года). Занимает площадь 17,47 км².